# Luisa Hartema

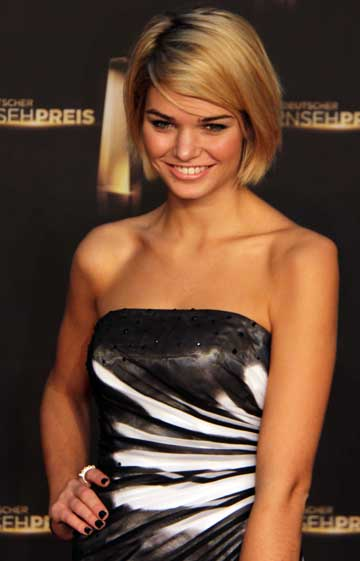
Luisa Hartema (2012)

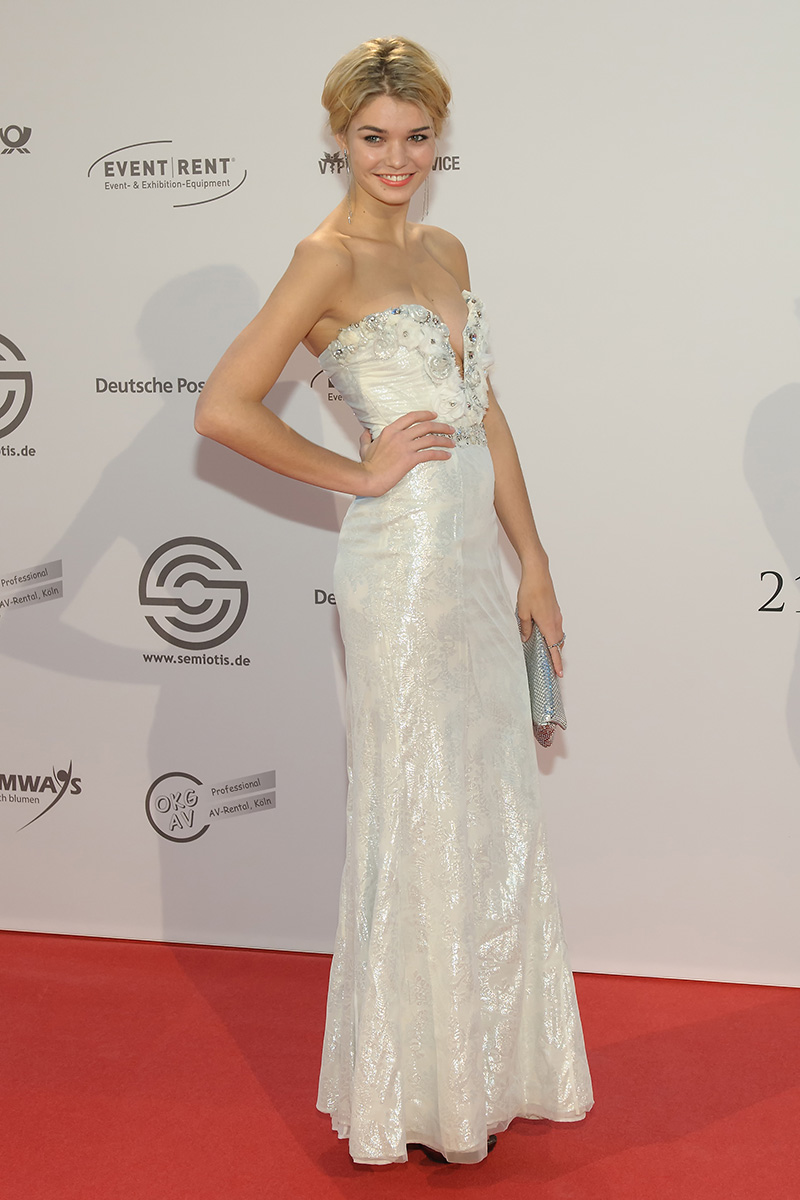
Luisa Hartema (2012)

Luisa Hartema (* 26. Dezember 1994 in Leer) ist ein deutsches Model. Sie gewann 2012 die siebte Staffel der Castingshow Germany’s Next Topmodel.

## Biografie
Hartema stammt aus Ostfriesland, wo sie auch aufwuchs. 2012 nahm sie an der siebten Staffel von Germany’s Next Topmodel teil, für die sich mehr als 15.700 Kandidatinnen beworben hatten. Die wöchentlich vom Privatsender ProSieben ausgestrahlte Fernsehshow führte die Teilnehmerinnen unter anderem nach Thailand, Los Angeles und Cancún. Die eher schüchterne Hartema sicherte sich in dieser Zeit die meisten Aufträge, darunter eine Werbekampagne für Gillette, eine achtseitige Fotostrecke in dem deutschsprachigen Lifestyle-Magazin Cosmopolitan und lief auf Modenschauen im Rahmen der Berlin Fashion Week, New York Fashion Week und der Paris Fashion Week.
Im Finale, das am 7. Juni 2012 in der Kölner Lanxess Arena live vor circa 15.000 Zuschauern stattfand, kürte die Jury um Moderatorin Heidi Klum, Creative-Director Thomas Hayo und Modedesigner Thomas Rath die favorisierte Hartema zur Siegerin der Castingshow. Hartema war wie die vorangegangenen Gewinnerinnen auf dem Cover des Magazins Cosmopolitan zu sehen. Außerdem erhielt sie einen zeitlich begrenzten Appartementaufenthalt in einer Modemetropole ihrer Wahl sowie weitere Kampagnen mit Emmi AG Caffè Latte, dem Kosmetikhersteller Maybelline Jade und dem Online-Versandhändler Zalando. Um ihre Vermarktung kümmerte sich ONEeins Management, eine Tochtergesellschaft der von Klums Vater Günther geführten Heidi Klum GmbH.
2012 spielte sie im Musikvideo zur Single Appeal der Band Hurricane Dean mit. Beim Videodreh lernte sie das deutsche Männermodel Keno Weidner kennen, mit dem sie bis 2018 liiert war. 2013 war sie unter anderem in den Modemagazinen Elle und Harper’s Bazaar zu sehen. 2014 modelte sie sowohl für den britischen Online-Versandhandel ASOS, als auch für das Luxus-Mode-Unternehmen Escada. 2014 lief ihr Vertrag bei ONEeins Management aus. Sie steht seither bei Munich Models und bei IMG Models unter Vertrag. Sie lebt in New York City und München.